# Aqueduct Racetrack (metropolitana di New York)
Aqueduct Racetrack è una fermata della metropolitana di New York, situata sulla linea IND Rockaway. Nel 2015 è stata utilizzata da 672 734 passeggeri.
Servita dalla linea A Eighth Avenue Express, sempre attiva, possiede solo la banchina in direzione nord.